# Chariodema suturalis
Chariodema suturalis är en skalbaggsart som beskrevs av Blanchard 1850. Chariodema suturalis ingår i släktet Chariodema och familjen Melolonthidae. Inga underarter finns listade i Catalogue of Life.